# Typhochrestus alticola
Typhochrestus alticola is een spinnensoort in de taxonomische indeling van de hangmatspinnen (Linyphiidae).
Het dier behoort tot het geslacht Typhochrestus. De wetenschappelijke naam van de soort werd voor het eerst geldig gepubliceerd in 1953 door J. Denis.